# Cannelle (ourse)
Pour les articles homonymes, voir Cannelle (homonymie).
Cannelle était la dernière représentante d'une population d'ours des Pyrénées. Elle a été tuée le 1er novembre 2004 par un chasseur, René Marquèze. Son ourson, Cannellito, âgé de huit mois au moment de la mort de sa mère, a survécu. Malgré ce dernier fait, elle est la dernière représentante de la lignée pyrénéenne pure d’Ursus arctos, et sa mort a provoqué une vague d'indignation en France, incitant le gouvernement à mettre en place une deuxième introduction d'ours slovènes dans les Pyrénées en 2006.

## Mensurations
Cannelle mesurait 2,28 m sur 0,72 m, pour un poids de 95 kg.

## Mort
La présence de Cannelle est signalée en vallée d'Aspe où elle est filmée le 26 août 2004 avec son ourson Cannellito, par Didier Melet, agent technique du Parc national des Pyrénées.
Le 1er novembre 2004, un groupe de six chasseurs se rend pour une battue au sanglier sur les hauteurs d'Urdos, dans le secteur du col du Couret nommé « le Pas de l’Ours » où des plantigrades leur ont été signalés. L'un des chasseurs, Francis Claverie, voit arriver Cannelle et tire au-dessus pour l'intimider. Un autre chasseur, René Marquèze, est poussé par l'ourse vers un ravin. D'après ses déclarations, c'est acculé au bord du précipice qu'il a tiré sur Cannelle : tuée, l'ourse tombe dans le ravin où son corps sera récupéré par un hélicoptère de la gendarmerie. Selon les associations de défense de l'ours, Cannelle aurait mené une « charge d'intimidation », alors que pour les opposants à l'ours, René Marquèze aurait tiré en situation de légitime défense. L’autopsie révèle que la balle est entrée en haut de la partie thoracique latérale droite, a brisé des côtes, pour ressortir au niveau haut du membre postérieur gauche. Les experts n’ont, en revanche, pas pu déterminer quelle distance séparait le tireur de Cannelle. Le chasseur aurait pleuré après avoir tiré sur l'ourse.
La mort de Cannelle a suscité une large émotion. Le président de la République, Jacques Chirac, déplore « une grande perte pour la biodiversité en France et en Europe ». Elle a décidé les pouvoirs publics à effectuer en 2006 une deuxième introduction d'ours slovènes dans les Pyrénées.

## Procès pour destruction d'espèce protégée
Mis en examen pour destruction d’espèce protégée, René Marquèze, 64 ans, bénéficie d’abord d’un non-lieu le 19 janvier 2007, ayant plaidé l'état de nécessité. L’État et dix-neuf associations écologistes, qui se sont portés partie civile contre lui, font alors appel du jugement et, le 6 avril 2007, la cour d'appel de Pau annule le non-lieu et ordonne le renvoi de l’affaire en correctionnelle.
René Marquèze bénéficie d’une relaxe par le tribunal correctionnel de Pau en date du 21 avril 2008. Dans ses attendus, le tribunal confirme l'état de nécessité et retient l'état de légitime défense, estimant que les chasseurs d'Urdos ne peuvent être tenus responsables de la mort de Cannelle, la décision d'interdire la chasse dans ce secteur incombant aux autorités. L'accusé est alors relaxé du chef de « destruction d'espèce protégée ». Le tribunal ayant retenu et exonéré de toute responsabilité pénale quant à la disparition de l’animal, plusieurs organisations de protection de l’environnement le poursuivent au civil et demandent des dommages et intérêts.
La cour d’appel de Pau le condamne le 11 septembre 2009 à payer un total de 11 000 euros à sept des huit parties civiles. Le 1er juin 2010, la Cour de cassation qui se penche sur le pourvoi du chasseur, le condamne à verser 10 000 euros à sept organisations de protection de l’environnement. « La justice lui reproche d'avoir participé à la battue alors qu'il avait été averti de la présence de l'ours, puis d'avoir quitté la terrasse où il avait trouvé refuge alors que les secours arrivaient ». En mai 2013, c'est au tour de l'association de chasse dont il était membre d'être condamnée à verser 53 000 euros au WWF au titre du préjudice moral subi par cette association de protection de la nature.

## Naturalisation et conservation
Le cadavre de Cannelle a d'abord été conservé dans un congélateur de l’École nationale vétérinaire de Toulouse puis, en août 2013, l'ourse a été naturalisée par Brian Aïello et Jean-Pierre Barthès, les taxidermistes du muséum d'histoire naturelle de Toulouse (MHNT) et a intégré ses collections. Elle fut présentée au cours de l'exposition temporaire Ours, mythes et réalités du 11 octobre 2013 au 3 août 2014. 
La naturalisation du plantigrade a été réalisée avec un nouveau procédé utilisant des polyéthylènes mis au point par le laboratoire de taxidermie du muséum de Toulouse. Ce procédé, qui permet une diminution du nombre de matériaux utilisés, assure également une meilleure conservation à long terme de l'animal. 
Cette naturalisation a nécessité trois mois de travail. L'ensemble des étapes a fait l'objet d'un documentaire de Jacques Mitsch intitulé « On l'appelait Cannelle » et d'un suivi photographique par Christian Nitard.

Naturalisation de l'ourse Cannelle par Brian Aïello, taxidermiste au muséum de Toulouse
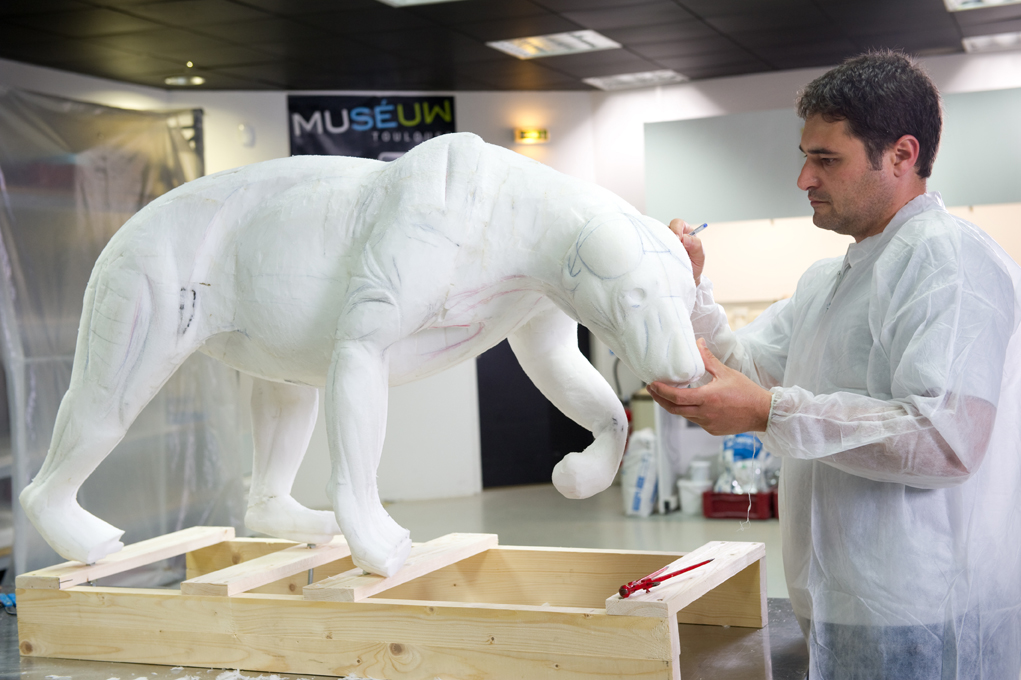
1. Le mannequin.
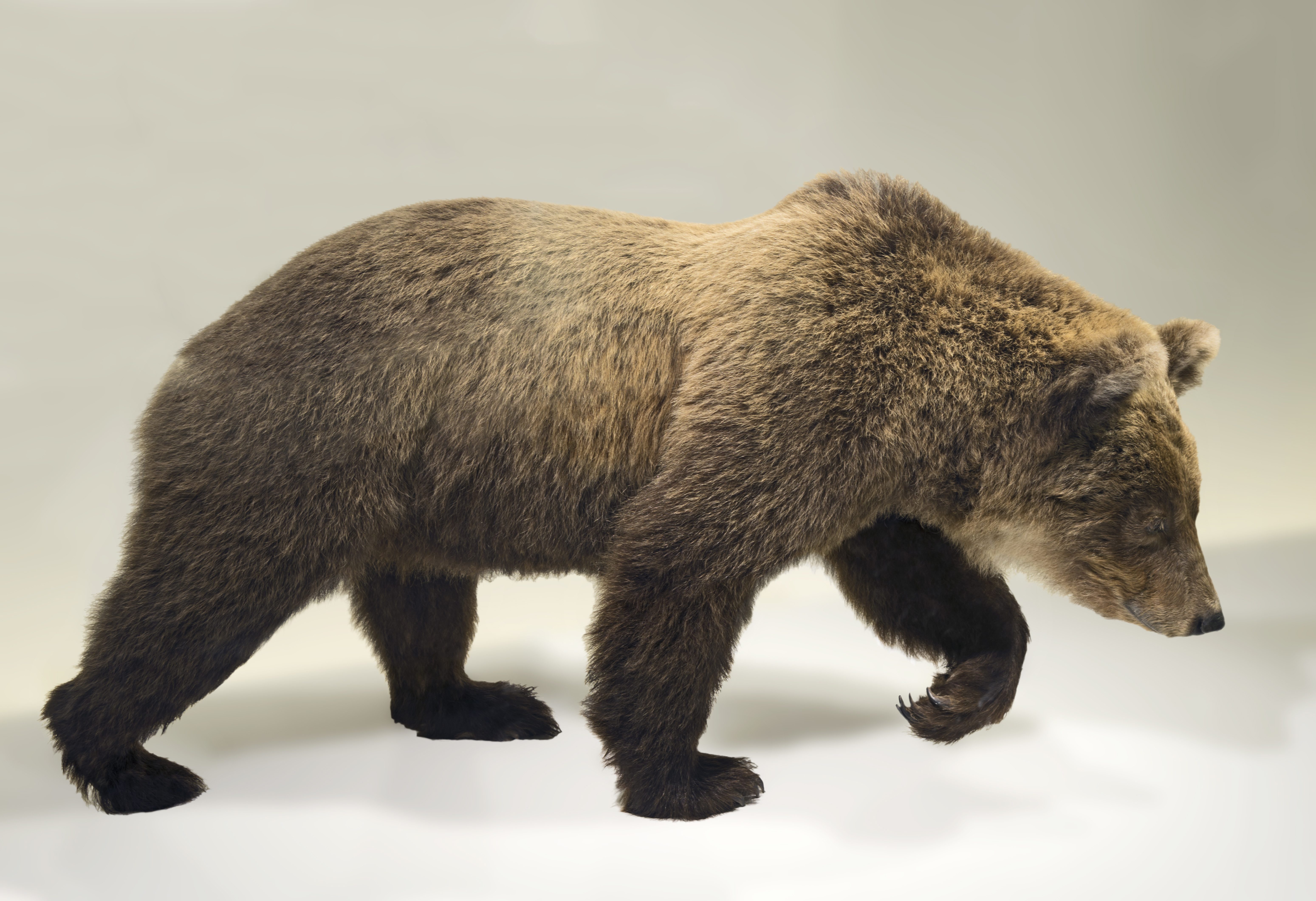
2. L'animal reconstitué.

## Dans la fiction
- Cannelle est mentionnée dans le film Quai d'Orsay à la 52e minute et à 1 h 10 ;

- Son ourson Cannellito figure dans le roman de Colin Niel, Entre fauves[15].